# Mariana Valadão
Mariana Valadão (Belo Horizonte, 1984. július 3. –) brazil énekes, zeneszerző, lelkész, televízióműsor-vezető és dalszerző. Testvéreivel (André Valadão és Ana Paula Valadão) a Diante do Trono keresztény zenekar tagja volt, az alapító Ana Paula még ma is az együttes tagja.

## Szólókarrierje
- Mariana Valadão (2008)
- De Todo Meu Coração (2009)
- Vai Brilhar (2011)
- Santo (2013)